# 4207-es mellékút (Magyarország)
A 4207-es számú mellékút egy közel 17 kilométer hosszú, négy számjegyű országos közút Jász-Nagykun-Szolnok vármegye területén, Örményes községet köti össze Kisújszállással.

## Nyomvonala
Örményes központjának nyugati részén ágazik ki a 4204-es útból, annak 12,150-es kilométerszelvénye táján, kelet felé, Dózsa György út néven. Nagyjából 2,5 kilométer után éri el a belterület keleti szélét, 3,4 kilométer után keresztezi a Nagykunsági öntöző főcsatorna folyását, majd délkeletnek fordul. A 6. kilométere közelében hagyja el a községet, és egyben átlép a Törökszentmiklósi járásból a Karcagi járásba, ezen belül Kisújszállásra. A város nyugati külterületei között több irányváltása is van, de jobbára kelet-északkeleti irányba halad, utolsó kilométerét pedig újból keleti irányban teljesíti. A 4201-es útba beletorkollva ér véget, annak kevéssel a negyedik kilométere után, néhány lépésre a belterület nyugati szélétől.
Teljes hossza, az országos közutak térképes nyilvántartását szolgáló kira.gov.hu adatbázisa szerint 16,935 kilométer.

## Települések az út mentén
- Örményes
- Kisújszállás